# A magyar labdarúgó-válogatott mérkőzései 1989-ben
A magyar labdarúgó-válogatottnak 1989-ben kilenc találkozója volt. Hat világbajnoki selejtező mérkőzés maradt erre az évre, egyedül Észak-Írországot sikerült legyőzni. Két vereség és három döntetlen után, nyolc ponttal harmadik lett a válogatott. A csoportból Spanyolország 13, Írország 12 ponttal jutott tovább. 1978, 1982 és 1986 után először esett ki a magyar csapat a selejtezőben.
Szövetségi kapitány:
- Bicskei Bertalan 630–638.

## Az 1990-es világbajnokság selejtezője
| 6. csoport     | 6. csoport | 6. csoport | 6. csoport | 6. csoport | 6. csoport | 6. csoport | 6. csoport | 6. csoport |
| Csapat         | M          | Gy         | D          | V          | G+         | G–         | Gk         | P          |
| -------------- | ---------- | ---------- | ---------- | ---------- | ---------- | ---------- | ---------- | ---------- |
| Spanyolország  | 8          | 6          | 1          | 1          | 20         | 3          | +17        | 13         |
| Írország       | 8          | 5          | 2          | 1          | 10         | 2          | +8         | 12         |
| Magyarország   | 8          | 2          | 4          | 2          | 8          | 12         | –4         | 8          |
| Észak-Írország | 8          | 2          | 1          | 5          | 6          | 12         | –6         | 5          |
| Málta          | 8          | 0          | 2          | 6          | 3          | 18         | –15        | 2          |

- A csoportból Spanyolország és Írország jutott ki a világbajnokságra.

## Eredmények
630. mérkőzés – vb-selejtező
| 1989. március 8. |

| Magyarország | 0–0       | Írország |
| ------------ | --------- | -------- |
|              | Részletek |          |

| Népstadion, Budapest Nézőszám: 34 000 Játékvezető: Zoran Petrović (játékvezető) (YUG) |

631. mérkőzés
| 1989. április 4. |

| Magyarország                           | 3–0             | Svájc |
| -------------------------------------- | --------------- | ----- |
| Détári 22' Kovács E. 36' Bognár Z. 74' | (2–0) Részletek |       |

| Népstadion, Budapest Nézőszám: 8 000 Játékvezető: Branko Bujić (Jugoszláv labdarúgó-szövetség) |

632. mérkőzés – vb-selejtező
| 1989. április 12. |

| Magyarország        | 1–1             | Málta       |
| ------------------- | --------------- | ----------- |
| Boda 49' (11-esből) | (0–1) Részletek | Busuttil 7' |

| Népstadion, Budapest Nézőszám: 20 000 Játékvezető: Aryeh Frost (ISR) |

633. mérkőzés
| 1989. április 26. |

| Olaszország                                     | 4–0             | Magyarország |
| ----------------------------------------------- | --------------- | ------------ |
| Vialli 8' Ferri II. 53' Berti 67' Carnevale 77' | (1–0) Részletek |              |

| Jacovone Stadion, Taranto Nézőszám: 30 000 Játékvezető: Kurt Röthlisberger (SUI) |

634. mérkőzés – vb-selejtező
| 1989. június 4. |

| Írország                  | 2–0             | Magyarország |
| ------------------------- | --------------- | ------------ |
| McGrath 34' Cascarino 80' | (1–0) Részletek |              |

| Landsdowne Road, Dublin Nézőszám: 50 000 Játékvezető: Egil Nervik (NOR) |

635. mérkőzés – vb-selejtező
| 1989. szeptember 6. |

| Észak-Írország | 1–2             | Magyarország                 |
| -------------- | --------------- | ---------------------------- |
| Whiteside 89'  | (0–2) Részletek | Kovács K. 13' Bognár Gy. 43' |

| Windsor Park, Belfast Nézőszám: 15 000 Játékvezető: Erik Fredriksson (SWE) |

636. mérkőzés – vb-selejtező
| 1989. október 11. |

| Magyarország   | 2–2             | Spanyolország             |
| -------------- | --------------- | ------------------------- |
| Pintér 39' 83' | (1–2) Részletek | J. Salinas 31' Michel 36' |

| Népstadion, Budapest Nézőszám: 30 000 Játékvezető: George Courtney (ENG) |

637. mérkőzés
| 1989. október 25. |

| Magyarország | 1–1             | Görögország   |
| ------------ | --------------- | ------------- |
| Szekeres 47' | (0–0) Részletek | Borbokisz 52' |

| Népstadion, Budapest Nézőszám: 4 000 Játékvezető: Yaacov Scheiner (ISR) |

638. mérkőzés – vb-selejtező
| 1989. november 15. |

| Spanyolország                                     | 4–0             | Magyarország |
| ------------------------------------------------- | --------------- | ------------ |
| Manolo 8' Butragueno 25' Juanito 40' Fernando 64' | (3–0) Részletek |              |

| Ramón Sánchez Pizjuan Stadion, Sevilla Nézőszám: 50 000 Játékvezető: Gérard Biguet (FRA) |